# Pădurea Cenaru
Pădurea Cenaru este o arie protejată de interes național ce corespunde categoriei a IV-a IUCN (rezervație naturală de tip mixt) situată în județul Vrancea, pe teritoriul administrativ al comunei Andreiașu de Jos.

## Localizare
Aria naturală cu o suprafață de 383,20 hectare se află în sectorul intern al Carpaților de Curbură, în versantul drept al Milcovului (afluent de dreapta al râului Putna) incluzânt vârfurile Cenaru (898 m.) și Gârbova (879 m.), în partea central-vestică a județului Vrancea, lângă drumul județean care leagă satul Nereju Mic de Andreiașu de Jos.

## Descriere
Pădurea Cenaru a fost declarată arie protejată prin Legea Nr.5 din 6 martie 2000 (privind apronarea Planului de amenajare a teritoriului național Secțiunea a III-a - zone protejate) și reprezintă o zonă montană (cu văi înguste, abrupturi, versanți cu pante înclinate, relief fragmentat de valea Milcovului și afluenții acestuia, păduri și pajiști) ce adăpostește exemplare de arbori seculari cu specii de tisă (Taxus baccata), brad (Abies) și fag (Fagus sylvatica); ierburi și o mare varietatate faunistică specifică lanțului carpatic al Orientalilor.

## Biodiversitate

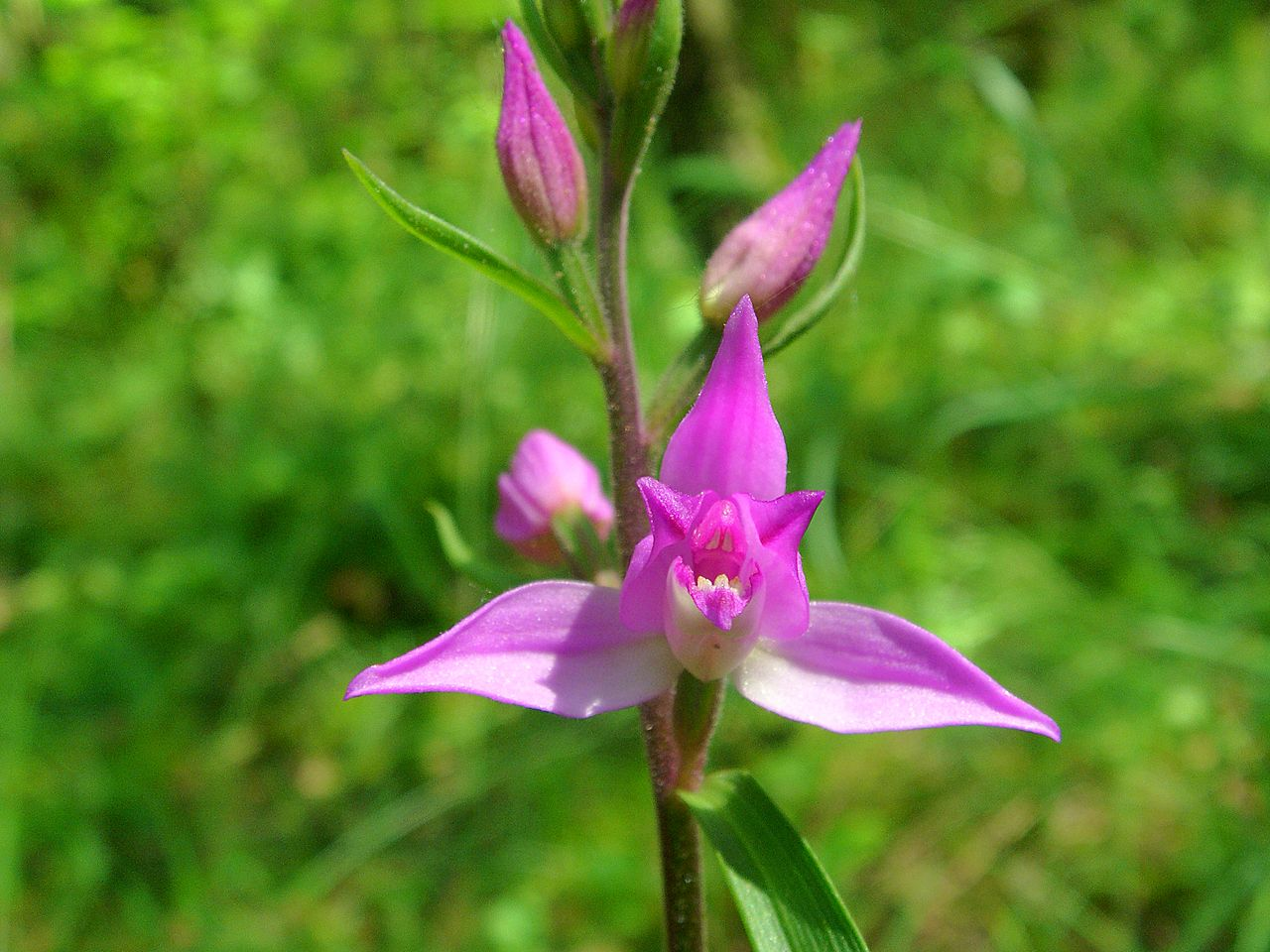
Căpșunică (Cephalanthera rubra)

Rezervația naturală (suprapusă sitului de importanță comunitară Cenaru) prezintă un areal cu două tipuri de habitate (Păduriri de fag de tip Luzulo-Fagetum și Păduri de fag de tip Asperulo-Fagetum) ce adăpostesc și conservă o gamă floristică și faunistică diversă, exprimată atât la nivel de specii cât și la nivel de ecosisteme terestre.

### Floră
La nivelul ierburilor sunt întâlnite mai multe specii floristice rare, printre care unele protejate la nivel european prin aceeași Direactivă a CE 92/43 din 21 mai 1992; astfel: papucul doamnei (Cypripedium calceolus), smeoaia (Seseli gracile),  brustur-negru (Symphytum cordatum),  breabăn (Cardamine glanduligera), căpșunică (Cephalanthera rubra), poroinic (Dactylorhiza maculata), mlăștiniță (Epipactis helleborine), crucea voinicului (Hepatica transsilvanica), pecetea lui Solomon (Polygonatum verticillatum), piciorul-cocoșului (Ranunculus carpaticus),  lăptucul oii (Telekia speciosa), cujucărea de munte (Valeriana tripteris), mierea-ursului (Pulmonaria rubra), papură din specia Typha shuttleworthii, Koeleria macrantha (o specie graminee endemică pentru această zonă) sau un rogoz din specia Carex sylvatica ssp. sylvatica).

### Faună
Lumea animalelor este reprezentată de mai multe specii faunistice (mamifere, reptile, amfibieni și insecte), unele enumerate în anexa I-a a Directivei Consiliului European 92/43/CE din 21 mai 1992 (privind conservarea habitatelor naturale și a speciilor de faună și floră sălbatică), altele endemice sau aflate pe lista roșie a IUCN.
Mamifere: urs brun (Ursus arctos), lup cenușiu (Canis lupus), mistreț (Sus scrofa), căprioară (Capreolus capreolus), cerb (Cervus elaphus), râs eurasiatic (Lynx lynx), vulpe roșie (Vulpes vulpes), pisica sălbatică (Felis silvestris), viezure (Meles meles); 
Reptile și amfibieni:  șarpele de alun (Coronella austriaca), șarpele lui Esculap (Elaphe longissima), gușter (Lacerta viridis), șopârlă de câmp (Lacerta agilis), năpârcă (Natrix natrix), vipră (Vipera berus), ivorașul-cu-burta-galbenă (Bombina variegata), broasca mare de lac (Rana ridibunda), broasca-roșie-de-munte (Rana temporaria), broasca-roșie-de-pădure (Rana dalmatina), salamandra de foc (Salamandra salamandra);
Insecte din speciile: rădașcă (Lucanus cervus) și croitorul alpin (Rosalia alpina).

## Căi de acces
- Drumul național DN2M pe ruta: Focșani - Roșioara - Reghiu - Valea Milcovului - Andreiașu de Jos - Răchitașu, Vrancea.

## Monumente și atracții turistice
În vecinătatea rezervației naturale se află câteva obiective de interes istoric, cultural și turistic; astfel:
- Biserica ortodoxă din Andreiașu de Jos, construcție 1890[14].
- Situl arheologic de la Andreiașu de Jos (Epoca bronzului, Cultura Monteoru, Eneolitic, Cultura Cucuteni).
- Aria protejată „Focul Viu de la Andreiașu de Jos” în perimetru căreia sunt semnalate emanații de gaze naturale (hidrocarburi) care se aprind spontan și ard singure[15].